# Engelbertkirche Hohe Wand

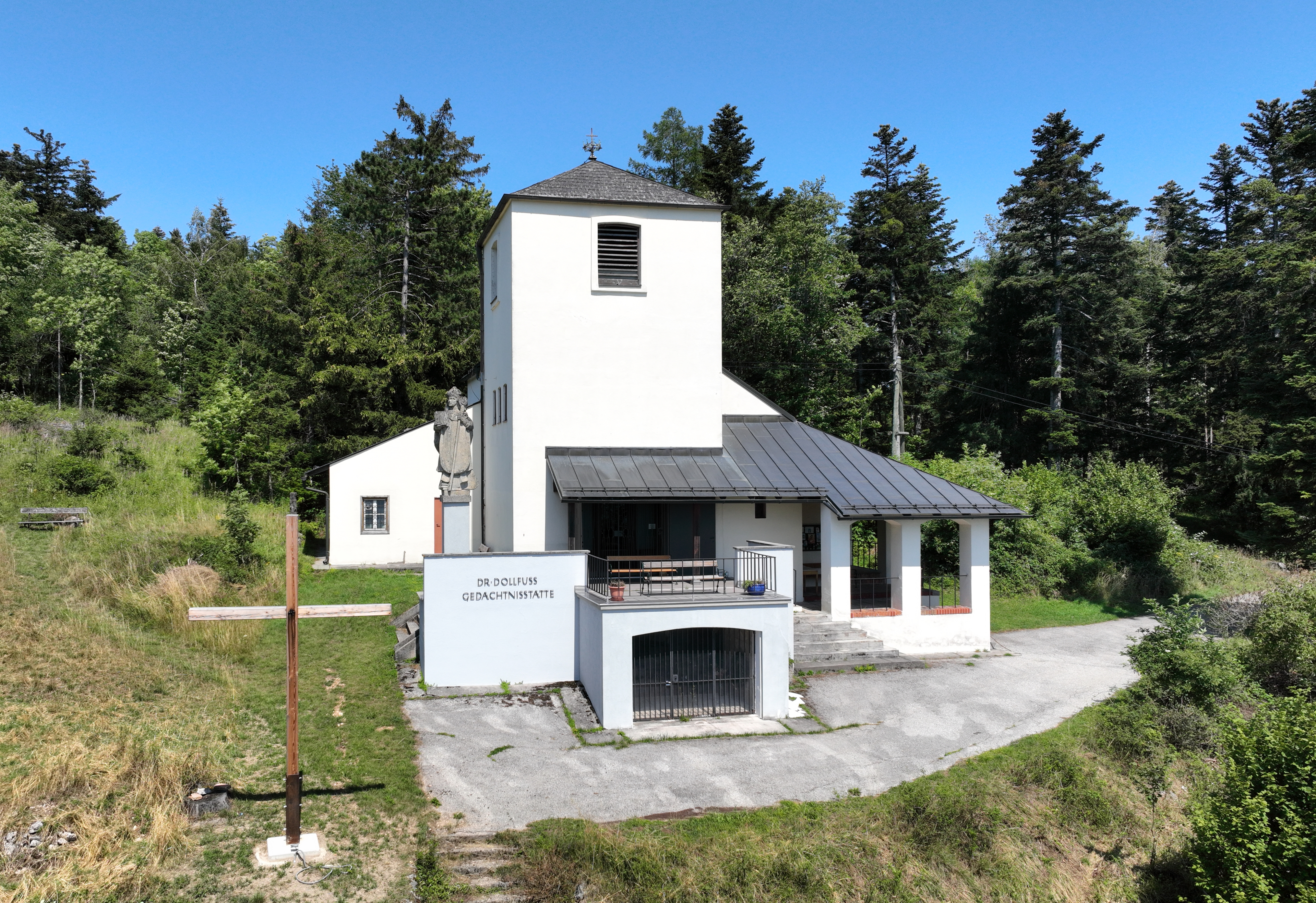
Engelbertkirche Hohe Wand

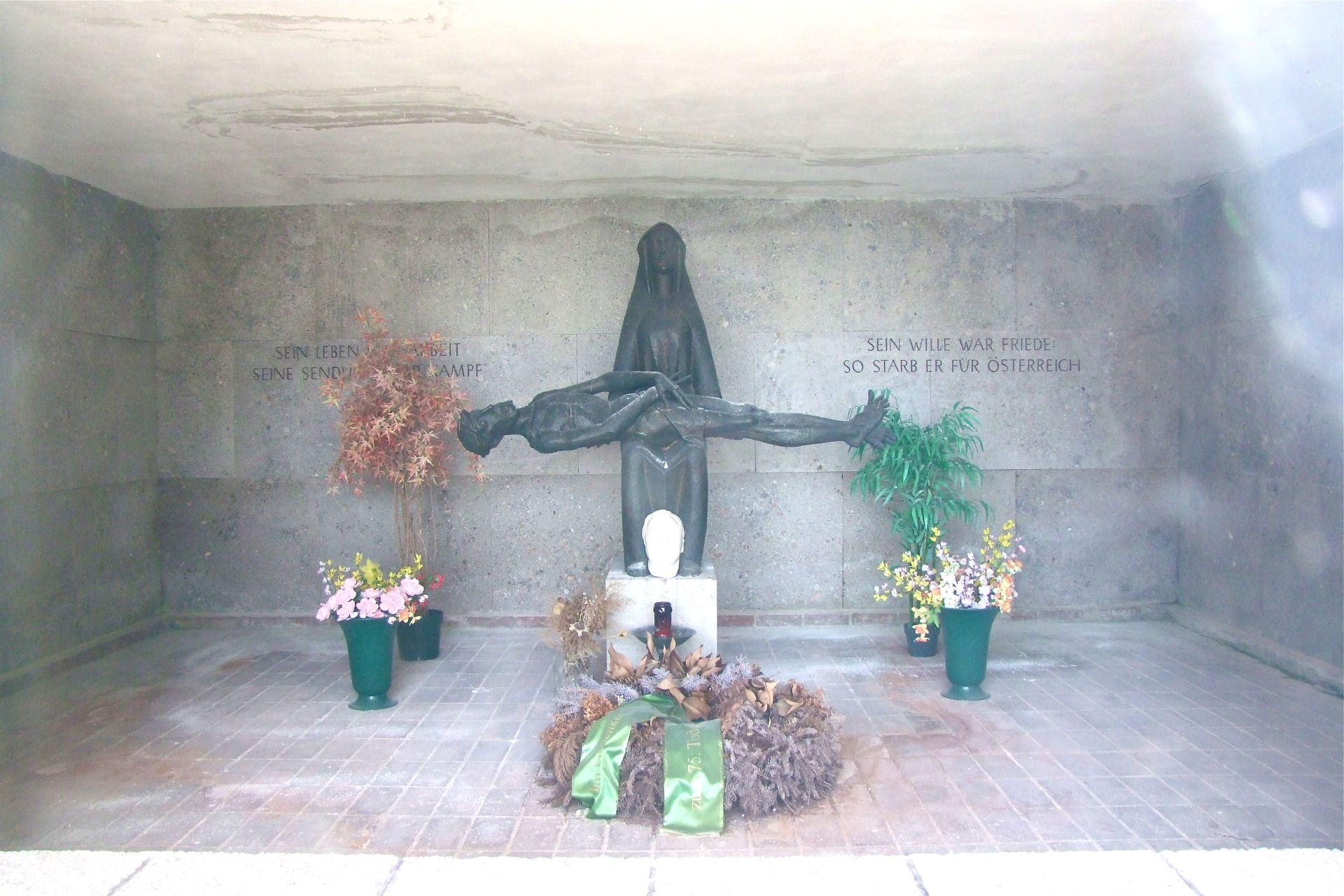
Pietà von Viktor Hammer

Die römisch-katholische Engelbertkirche Hohe Wand (früher als Dollfußkirche bezeichnet) steht in der Ortschaft Stollhof in der Gemeinde Hohe Wand im Bezirk Wiener Neustadt-Land in Niederösterreich. Die dem Patrozinium des hl. Engelbert unterstellte Filialkirche der Pfarrkirche Dreistetten gehört zum Dekanat Piesting im Vikariat Unter dem Wienerwald der Erzdiözese Wien. Die Kirche steht unter Denkmalschutz (Listeneintrag).

## Geschichte
Als Projekt gegen die hohe Arbeitslosigkeit wurden in der Zwischenkriegszeit Straßen errichtet. Die (zeitweise bemautete) Straße auf die zu den Gutensteiner Alpen gehörende Hohe Wand wurde (nach Spatenstich am 19. Oktober 1931) am 3. Dezember 1932 eröffnet und erschließt heute den Naturpark Hohe Wand.
200 Meter westlich des damaligen Endpunkts der Straße (ehemaliger Gasthof Stickler, heute bei Wohnhaus 2724 Stollhof, Hohe-Wand-Straße 71) wurde, nach der Ermordung von Diktator Engelbert Dollfuß (1892–1934), das ursprüngliche Vorhaben, nämlich eine Kapelle für Bewohner und Besucher zu errichten, geändert und 1934/35 nach den Plänen des Architekten Robert Kramreiter (1905–1965) die Engelbertkirche als „religiöses Denkmal der Vaterländischen Front für ihren toten Führer“ Engelbert Dollfuß erbaut und am 21. Juli 1935 von Kardinal Innitzer (1875–1955) geweiht. Die Kirche samt Dollfuß-Gedächtnisstätte wurde 1988 unter der Leitung von Baumeister Otto Rinder († 2011) restauriert.
Auf einer Wandmalerei von Max Frey (1902–1955) in der Gedenkstätte unterhalb der Kirche wurde Engelbert Dollfuß gemeinsam mit Jesus und Märtyrern dargestellt.
Diese Wandmalerei wurde nach der Machtergreifung durch die Nationalsozialisten in Österreich abgeschlagen und die Mauer durch Marmorplatten verkleidet. Diese Platten sind auch heute (Jänner 2023) noch unverändert vorhanden.
Die Pietà stammt von Viktor Hammer.